# Dieter Kühr
Dieter Kühr (* 14. November 1941) ist ein deutscher Klarinettist und Pädagoge.

## Leben
Kühr studierte Klarinette bei Ernst Flackus in Würzburg und bei Heinrich Geuser in Berlin. 1965 gewann er den 2. Preis im Wettbewerb der deutschen Musikhochschulen in Köln.
Als Klarinettist und Pädagoge war Kühr nicht nur an deutschen Konservatorien tätig, sondern auch in der Schweiz (Im Thurn´sche Stiftung Schaffhausen) sowie an der Universidad Musical del Tolima de Colombia. Seine Neigung zu offenen Lebensbewegungen allgemein umschloss auch ein pädagogisches Studium. Im Rahmen der Klarinetten-Pädagogik in Deutschland erarbeitete er mit Jost Michaels und Joachim Vetter ein zeitgemäßes Curriculum für den Verband deutscher Musikschulen, einschließlich einer Neufassung der Literaturliste für Jugend musiziert. Für letztere engagierte er sich auch als Juror auf Bundes- und Landesebene. Für die Verlage Bärenreiter in Kassel und Schott in Mainz war Kühr als Berater für Schulwerke tätig. Bei Bärenreiter ist Dieter Kühr Herausgeber eines Spielbuches für Klarinette in variabler Besetzung. Beim Amadeus-Verlag in Winterthur veröffentlichte er eine Bearbeitung der 13 Stücke-B/A-Klarinette und Viola von Franz Krommer für 3 gleichgestimmte Klarinetten.

## Grenzüberschreitende Projekte
Neben seiner freiberuflichen Tätigkeit als Orchester-Solist und in der Kammermusik (zum Beispiel Trio Kühr) mit seinem Zwillingsbruder Klaus Kühr (Cellist des WDR-Sinfonieorchesters), führte ihn die künstlerische Neugierde auch zu einer Zusammenarbeit mit Improvisatoren der zeitgenössischen Jazz-Szene, zum Beispiel Lajos Dudas und Eckard Koltermann. Für Kühr und Theo Jörgensmann schrieb der Komponist Peter Hoch das Duo Traumtänzer für klassisch und jazzmäßig gespielte Klarinette, welches zwischen verbindlichem Notentext und freien Prozessen changiert (Produktion SWF 1984).
Unter den auf Tonträgern und Bild-Ton-Aufzeichnungen festgehaltenen Interpretationen und improvisierten Aktionen mit Dieter Kühr, nimmt – neben den Aufnahmen mit dem Trio Kühr – das experimentelle Klarinettenquartett Cl-4, das aus dem German Clarinet Duo hervorgegangen ist, einen besonderen Platz ein. Diese Gruppe hat 2 Tonträger veröffentlicht: Alte und Neue Wege sowie Seltsam ist Prophetenlied, die bei Konnex Records erschienen sind. Zu dem Interesse an künstlerischen Wegen über Grenzen hinweg gehört auch die langjährige Partnerschaft mit der Malerin Maria Oppenheim, in der die Idee eines freien Prozess-Gewebes ohne Absprachen im Sinne von John Cage´s Gedanke der „unverabredeten Übereinkunft“ umgesetzt wird.

## Referenzen
- Die Klarinette Musikinstrumente und ihre Geschichte. NDR-Fernsehen, 1985.
- Erwachsenenbildung in der Musikpädagogik Vom Wesen des Übens (VdM). 1998.